# Канашское сельское поселение (Тюменская область)
Канашское се́льское поселе́ние — муниципальное образование в Нижнетавдинском районе Тюменской области Российской Федерации.
Административный центр — село Канаш.

## История
Статус и границы сельского поселения установлены Законом Тюменской области от 5 ноября 2004 года № 263 «Об установлении границ муниципальных образований Тюменской области и наделении их статусом муниципального района, городского округа и сельского поселения».

## Население
| 2010 | 2011 | 2012 | 2013 | 2014 | 2015 | 2016 |
| ---- | ---- | ---- | ---- | ---- | ---- | ---- |
| 491  | ↗492 | ↘488 | ↘485 | ↘482 | ↘474 | ↘473 |
| 2017 | 2018 | 2019 | 2020 | 2021 |      |      |
| ↘461 | ↘453 | ↘446 | ↘437 | ↗494 |      |      |

## Состав сельского поселения
| № | Населённый пункт | Тип населённого пункта       | Население |
| - | ---------------- | ---------------------------- | --------- |
| 1 | Белая Дуброва    | деревня                      | 250       |
| 2 | Канаш            | село, административный центр | 229       |
| 3 | Понизовка        | деревня                      | 12        |